# Microcoema vittata
Microcoema vittata är en insektsart som först beskrevs av Bruner, L. 1913.  Microcoema vittata ingår i släktet Microcoema och familjen Proscopiidae. Inga underarter finns listade i Catalogue of Life.